# Бутка (ручей)
Бутка́ — ручей в России, протекает по Талицкому району Свердловской области. Устье реки находится по правому берегу одноимённой реки Бутка в 5,3 км от её устья, у Новой Деревни. Длина реки составляет 17 км.

## Притоки
- Ольховка, у деревни Чернова
- Катарач, у деревни Нижний Катарач
- Крутиха, у села Смолинское

## Населённые пункты
- Смолинское
- Нижний Катарач
- Чернова
- Новая Деревня

## Данные водного реестра
По данным государственного водного реестра России относится к Иртышскому бассейновому округу, водохозяйственный участок реки — Пышма от Белоярского гидроузла и до устья, без реки Рефт от истока до Рефтинского гидроузла, речной подбассейн реки — Тобол. Речной бассейн реки — Иртыш.
Код объекта в государственном водном реестре — 14010502212111200008201.